# سارا ويب
سارا ويب (بالإنجليزية: Sara Webb)‏ هي راقصة باليه أمريكية، ولدت في 1979 في دالاس في الولايات المتحدة.